# 29 f.Kr.
| 29 f.Kr.           |
| ------------------ |
| Dødsfald - Fødsler |
|                    |